# Bickelomyia subcanescens
Bickelomyia subcanescens är en tvåvingeart som beskrevs av Stefan Naglis 2002. Bickelomyia subcanescens ingår i släktet Bickelomyia och familjen styltflugor. Inga underarter finns listade i Catalogue of Life.